# Cylichnoides densistriatus
Cylichnoides densistriatus is een slakkensoort uit de familie van de Cylichnidae. De wetenschappelijke naam van de soort is voor het eerst geldig gepubliceerd in 1878 door Leche.